# Катастрофа Ан-8 в Гостомеле
Катастрофа Ан-8 в Гостомеле — авиационная катастрофа, произошедшая в среду 16 сентября 1964 года в аэропорту Гостомель (Киев) в ходе испытательного полёта самолёта Ан-8РУ (с реактивными ускорителями), при этом погибли 7 человек.

## Самолёт
В конце 1950-х годов в советские войска стали поступать новые двухдвигательные турбовинтовые транспортные самолёты Ан-8. Несмотря на положительные результаты эксплуатации, из строевых частей поступали и претензии к новой машине. Особенно отмечалась недостаточная энерговооружённость самолёта, из-за чего в случае отказа одного из двигателей взлёт с аэродромов 3-го класса был уже невозможен, либо приходилось существенно снижать взлётный вес. Тогда Х. Г. Сарымсаков, который являлся конструктором филиала завода Антонова, инициировал установку на одном из Ан-8 пороховых ускорителей, что было поддержано и самим ОКБ Антонова (ГСОКБ-473). Переделке подвергли серийный самолёт с заводским номером 1З3470, на котором в 1963 году на Ташкентском авиационном заводе в задней части установили два стартовых пороховых реактивных двигателя модели СПРД-159, каждый из которых имел силу тяги 4300 килограмм. Целью такой переделки являлось повышение взлётного веса самолёта до 42 тонн с сохранением его скороподъёмности в случае отказа одного из двигателей. Самолёту присвоили обозначение Ан-8РУ (по некоторым данным, он носил бортовой номер СССР-55517), а затем советские ВВС и Государственная комиссия по авиационной технике при Совете министров СССР (ГКАТ СМ СССР) провели его совместные государственные испытания.

## Экипаж
- Командир корабля — лётчик-испытатель 1-го класса Митронин Александр Фёдорович
- Второй пилот — лётчик-испытатель 3-го класса Цыганков Анатолий Михайлович
- Штурман-испытатель — Попов Владимир Николаевич
- Бортмеханик-испытатель — Петрашенко Н. А.
- Бортрадист-испытатель — Мельниченко П. С.
- Ведущий инженер по эксплуатационным работам — Карпинский Г. С.
- Ведущий инженер по лётным испытаниям — Склярский Б. Л.

## Катастрофа
16 сентября 1964 года на лётно-испытательной и доводочной базе ОКБ, которая находится в аэропорту Гостомель, проводились очередные испытания. Утром данного дня лётчики-испытатели выполнили один полёт, в ходе которого отключался левый двигатель, при этом автоматически флюгировался левый воздушный винт, а затем поочередно включались пороховые ускорители. Этот полёт прошёл успешно.
Второй полёт выполнялся уже во второй половине дня в присутствии руководителей ОКБ, при этом предстояло включать оба ускорителя. В 16:30 экипаж доложил о готовности к взлёту и установке винтов на упор. Однако руководитель полётов попросил его повременить, так как кинооператор, который должен был заснять взлёт самолёта, ещё не успел подготовиться. Затем в 16:45 разрешение на взлёт было дано. Самолёт разогнался по полосе и поднялся в воздух, после чего через 20 секунд при скорости 220 км/ч экипаж включил оба пороховых ускорителя, а затем ещё через 6 секунд при 264 км/ч стоп-краном был остановлен левый двигатель. Левый воздушный винт при этом должен был автоматически зафлюгироваться, однако на сей раз он вместо этого перешёл в режим авторотации. Левый воздушный винт стал тормозить самолёт, тогда как правый продолжал работать в режиме тяги, из-за чего возник разворачивающий момент, который экипаж не смог парировать из-за недостаточного хода рулей направления и высоты. Входя в глубокий левый крен (до 70—80°) и перейдя в скольжение, Ан-8РУ в 1850 метрах от старта врезался в землю и взорвался. Все 7 человек на борту погибли.

## Расследование
Точную причину, почему левый винт не зафлюгировался, комиссия установить не смогла. Однако есть вероятность того, что воздушные винты не были поставлены на упоры, в результате чего после отключения двигателя винт и перешёл в режим авторотации, а не автоматического флюгирования. Хотя при первом докладе о готовности к вылету экипаж сообщил, что винты установлены на упоры, однако после запрета на взлёт винты с упоров, возможно, были сняты. Когда же через 15 минут вылет был разрешён, то экипаж о поставленных на упоры винтах уже не сообщил, из чего можно сделать предположение, что это сделано не было. Катастрофе во многом способствовала спешка в выполнении программы испытаний, при том, что эта программа не была утверждена методическим советом ЛИИ. Также в задании было указано, что если двигатель останавливают стоп-краном, то надо дублировать это электрическим флюгированием, тогда как необходимо применять и гидрофлюгирование.
По результатам расследования была введена обязательная методика дублирования системы автоматического флюгирования при остановке двигателя в полете. Также в обязанности руководителя полётов добавили пункт, что нельзя давать разрешения на взлёт, пока экипаж не подтвердит постановку воздушных винтов на упор. После данной катастрофы все работы по самолётам Ан-8РУ были навсегда прекращены.